# Cologne Fine Art & Antiques

Signet der Cologne Fine Art & Antiques.

Die Cologne Fine Art & Design war eine jährlich in Köln veranstaltete Messe für Kunst, alte Kunst, Antiquitäten, angewandte Kunst und Design. Sie ergänzt die Art Cologne, eine Messe für moderne und zeitgenössische Kunst, die ebenfalls von der Koelnmesse ausgerichtet wird. Die Cologne Fine Art & Design, auch Cologne Fine Art genannt, ist im Jahr 2005 aus drei Kölner Messe-Veranstaltungen hervorgegangen: der Westdeutsche Kunstmesse Köln, der KunstKöln und der Antiquariatsmesse Köln.

## Geschichte
Die Westdeutsche Kunst Messe Köln wurde als „Westdeutsche Kunstmesse Köln–Düsseldorf“ 1970 gegründet und fand erstmals im März des gleichen Jahre in der Halle Artibus im Düsseldorfer Ehrenhof statt. Bereits im ersten Jahr hatte die Schau, die Kunst, Kunsthandwerk, Antiquitäten und Möbel von der Antike bis zur klassischen Moderne zeigte, rund 32.000 Besucher. Die Messen fanden jährlich abwechselnd im Frühjahr in einer der beiden rheinischen Metropolen statt, in geraden Jahren in Düsseldorf, in ungeraden Jahren in Köln. Ideeller Träger war der Rheinische Kunsthändler Verband (RKV). Auf der zweiten Ausgabe der Messe 1971 in Köln-Deutz hatten 130 Aussteller eine Fläche von 3500 Quadratmetern zur Verfügung, es nahmen 35 Galeristen (für Grafik und Gemälde), 80 Antiquitätenhändler und 15 Häuser für Antiken und Ethnologika teil. Die 3. Westdeutschen Kunstmesse legte sich den Untertitel Kunst und Antiquitäten vom Altertum bis zur Neuzeit zu. Seit der 21. Westdeutschen Kunstmesse 1990 ist Köln der einzige Messeplatz.
Die jährliche Antiquariatsmesse Köln fand 1986 erstmals in Kölner Gürzenich statt und zog ab 1995 in die Josef-Haubrich-Kunsthalle am Neumarkt um. Ab März 2001 wurde sie in Verbindung mit der Westdeutschen Kunstmesse Köln in den Rheinhallen der Kölnmesse mit 37 Händlern ausgerichtet. Träger war der Verband Deutscher Antiquare.
Die Vorläuferin der KunstKöln, die Kunstmesse art multiple, fand erstmals 1992 auf Initiative des 1989 gegründete Bundesverbands Deutscher Kunstverleger (heute Bundesverband Deutscher Galerien und Kunsthändler) auf dem Düsseldorfer Messegelände statt. Sie war als gemeinsamer Markt zunächst primär für Grafikhändler und Editeure, sowie für Verleger von Multiples gedacht. 1999 scheiterte die Art Multiple, nachdem von der Messe Düsseldorf jahrelang vergeblich versucht wurde, ein tragfähiges Konzept zu finden. Der Verlegerverband wurde 1999 mit dem neuen Veranstalter, der Koelnmesse, einig und bereits im folgenden Jahr wurden auf der neuen Messe kunstKöln 2000 künstlerisch hochwertige Auflageblätter und -objekte, Art brut, Kunst nach 1960, Künstlerbücher, und Fotografie, parallel zur Westdeutsche Kunstmesse, von 102 Ausstellern angeboten. Den ersten kunstKöln-Preis bekam Thomas Bayrle für sein Gesamtwerk verliehen. Seine „Glücksklee -Skulptur“, eine Pop-Ikone gebildet aus 4000 kleinen Dosen Glücksklee-Milch, wurde im Eingangsbereich aufgestellt. Als Sonderausstellung war die Art-brut-Sammlung von Arnulf Rainer, mit Klassikern wie Adolf Wölfli, Friedrich Schröder-Sonnenstern und Louis Soutter, zu sehen. Während der KunstKöln 2003 wurden vier Sonderschauen gezeigt: Metamorphosen – 20 Jahre Medienkunst, Jörg Sasse – Fotografien, Zeitgenössische Fotografie aus der Sammlung des Rotterdamer Chemiekonzerns „Caldic“ sowie Art brut aus der Kollektion von Bruno Decharme.
2003 zählten die drei Kölner Frühjahrskunstmessen Westdeutschen Kunst Messe Köln, die Antiquariatsmesse Köln und die KunstKöln nach zehntägiger Dauer 27.000 Besucher. 2004 fand die 35. Westdeutsche Kunst Messe Köln und die 5. KunstKöln (für Editionen, Art Brut, Kunst nach 1980 und Fotografie) vom 21. bis 26. April abermals mit gemeinsamer Laufzeit statt. Die gemeinsame Vernissage war am Vorabend des ersten Messetags. Die Laufzeit der 18. Antiquariatsmesse Köln war überlappend von 23. bis 25. April 2004. Sie startete mit einer langen Abendöffnung bis 21.00 Uhr aller drei Kunstmessen. Die Messen wurden von umfangreichen Katalogen begleitet.

## Cologne Fine Art
Nachdem die drei Messen bislang parallel in den Rheinhallen in Köln-Deutz stattfanden, wurde – verbunden mit dem Umzug in die neuen Messehallen – für das Jahr 2006 die Konzeption verändert und die Messe „Cologne Fine Art“ als einheitliche Veranstaltung für diese drei Aktivitäten der KoelnMesse gebildet. Gleichzeitig wechselte die Messe von einem Frühjahrs- auf einen Herbsttermin. Gérard A. Goodrow, der Direktor des Bereichs Kunst & Kultur der Kölnmesse, erklärte die Neukonzeption „… mit einem inhaltlich und qualitativ auf ca. 180 Teilnehmer gestrafften Angebot, das von der Antike bis zur Gegenwart reicht und bildende wie angewandte Kunst umfasst, wollen wir eine hochkarätige Marktplattform schaffen, die international für Aussteller, Sammler und Besucher attraktiv ist“. Die erste Cologne Fine Art, die diese ehemaligen Kölner Frühjahrsmessen ersetzte, fand im Februar 2006 auf einer Ebene in den Obergeschossen der Hallen 4 und 5 des Kölner Messegeländes statt. Die rund 190 internationale Aussteller, Kunst- und Antiquitätenhändler, Antiquare, Kunstverleger und Galeristen zeigten Alte und zeitgenössischen Kunst, Kunsthandwerk, antike Möbel, Design-Klassiker, kostbare Bücher, Fotografie, Auflagenobjekte, Druckgrafik, junge Malerei, Art brut und Künstlerbücher. Zur gleichen Zeit und auf gleichem Areal wurde die zum 2. Mal stattfindende Messe Exponatec ausgerichtet. Seit dem Jahr 2007 findet die Cologne Fine Art regelmäßig im Herbst in den neuen Messehallen in Köln-Deutz statt (2012 vom 21. bis 25. November). Von 2008 bis 2012 trug die Messe den Namen "Cologne Fine Art & Antiques". 2011 verzeichnete die Messe rund 100 Galeristen und Händler.
Veranstalterin der Cologne Fine Art & Design ist die Koelnmesse GmbH. Ideelle Träger der Veranstaltung sind der Bundesverband Deutscher Galerien und Kunsthändler e. V. (BVDG)[darin im Mai 2007 aufgegangen der Bundesverband Deutscher Kunstverleger BDKV] und der Rheinischer Kunsthändler-Verband e. V. (RKV). Direktorin der Kunstmesse war seit 2012 Cornelia Zinken. 2019 übernahm Daniel Hug, Direktor der Art Cologne, bis auf weiteres die Leitung der Messe, deren Name Cologne Fine Art & Design lautet.
2022 wurde die seit Jahren schwächelnde Cologne Fine Art & Antiques als eigenständige Messe aufgegeben und ist seitdem als neues Segment Art + Object Teil der Art Cologne. Der Designspezialist Sebastian Jacobi fungiert als Berater und Kurator von Art + Object.

## Programm

Signet der vormaligen Cologne Fine Art.

Die Cologne Fine Art & Antiques basiert auf den Kernbereichen:
- Klassische Moderne
- Meister des 19. Jahrhunderts
- Möbel und Kunsthandwerk vergangener Epochen
- Jugendstil und Art déco
- außereuropäische Kunst aus Afrika und Asien
- Design des 19. und 20. Jahrhunderts

Einen festen Platz haben auch Antiquariate.
Im Bereich der Moderne werden ausschließlich Werke aus der Zeit vor 1980 gezeigt, auf zeitgenössische Kunst sowie Fotografie wird verzichtet. Die in den Vorgängermessen besonders betonte Auflagenkunst (Editionen) hat seit 2008 gegenüber früher strikte Zulassungsbeschränkungen erfahren.

## Künstlerpreis der Messe

Preisträger des Jahres 2011: Günther Uecker

Der Cologne Fine Art-Preis ist entsprechend der Geschichte der Messe aus dem KUNSTKÖLN-Preis und zuvor dem art multiple-Preis hervorgegangen und wurde 1996 erstmals vergeben. Er wird verliehen vom Bundesverband Deutscher Galerien und Editionen und der Koelnmesse, würdigt herausragende künstlerische Positionen und ist mit 10.000 Euro dotiert. Dem Werk der jeweiligen Preisträger ist im Jahr der Preisverleihung auf der Cologne Fine Art eine Sonderausstellung gewidmet. Ab 2019 wird der Cologne Fine Art & Design-Preis an einen Aussteller für den besten Stand vergeben. 

### Preisträger
- 1996: Felix Droese (art multiple-Preis)
- 1997: Ottmar Hörl (art multiple-Preis)
- 1998: Dieter Roth (art multiple-Preis)
- 1999: Thomas Huber (art multiple-Preis)
- 2000: Thomas Bayrle (kunstKöln-Preis)
- 2001: Astrid Klein
- 2002: Sigmar Polke (Cologne-Fine-Art-Preis)
- 2003: Jörg Sasse
- 2004: Kupferstichkabinett Berlin
- 2005: Thomas Schütte
- 2006: Dieter Krieg
- 2007: Gert & Uwe Tobias
- 2008: Katharina Sieverding
- 2009: Georg Baselitz (Cologne-Fine-Art-Preis)
- 2010: Andreas Schulze
- 2011: Günther Uecker (Cologne-Fine-Art-Preis)
- 2012: Tony Cragg (Cologne-Fine-Art-Preis)[2]
- 2013: Jürgen Klauke (Cologne-Fine-Art-Preis)[3]
- 2014: Leiko Ikemura
- 2015: Candida Höfer
- 2016: Karin Kneffel (Cologne-Fine-Art-Preis)[4]
- 2017: Georg Hornemann
- 2018: Horst Antes